# Hydroporus geniculatus
Hydroporus geniculatus är en skalbaggsart som beskrevs av Thomson 1856. Hydroporus geniculatus ingår i släktet Hydroporus och familjen dykare. Arten är reproducerande i Sverige. Inga underarter finns listade i Catalogue of Life.